# MRTO4
MRTO4 (англ. MRT4 homolog, ribosome maturation factor) – білок, який кодується однойменним геном, розташованим у людей на 1-й хромосомі. Довжина поліпептидного ланцюга білка становить 239 амінокислот, а молекулярна маса — 27 560.
| 10         |  | 20         |  | 30         |  | 40         |  | 50         |
| ---------- |  | ---------- |  | ---------- |  | ---------- |  | ---------- |
| MPKSKRDKKV |  | SLTKTAKKGL |  | ELKQNLIEEL |  | RKCVDTYKYL |  | FIFSVANMRN |
| SKLKDIRNAW |  | KHSRMFFGKN |  | KVMMVALGRS |  | PSDEYKDNLH |  | QVSKRLRGEV |
| GLLFTNRTKE |  | EVNEWFTKYT |  | EMDYARAGNK |  | AAFTVSLDPG |  | PLEQFPHSME |
| PQLRQLGLPT |  | ALKRGVVTLL |  | SDYEVCKEGD |  | VLTPEQARVL |  | KLFGYEMAEF |
| KVTIKYMWDS |  | QSGRFQQMGD |  | DLPESASEST |  | EESDSEDDD  |  |            |

A: Аланін

C: Цистеїн

D: Аспарагінова кислота

E: Глутамінова кислота

F: Фенілаланін

G: Гліцин

H: Гістидин

I: Ізолейцин

K: Лізин

L: Лейцин

M: Метіонін

N: Аспарагін

P: Пролін

Q: Глутамін

R: Аргінін

S: Серин

T: Треонін

V: Валін

W: Триптофан

Кодований геном білок за функцією належить до фосфопротеїнів. 
Задіяний у такому біологічному процесі, як біогенез рибосом. 
Локалізований у цитоплазмі, ядрі.